# 秀丸エディタ
秀丸エディタ（ひでまるエディタ）は、Microsoft Windows向けのテキストエディタ。

## 概要
まずOS/2用に開発され、その後Microsoft Windowsへ移植された（OS/2版はフリーウェア）。Windows 3.1時代から現在まで開発が続いており、1995年に32bit対応をした後はWindowsの定番のエディタとなっており、Ver7.09からは64bit版にも正式に対応された。公開当初より本体価格が4,000円（2019年10月より消費税により4,400円）のシェアウェアである。
開発は「秀まるお」こと斉藤秀夫。会社員時代に作成していたが、その後退職し「サイトー企画」を立ち上げ、秀丸エディタの開発に専念するようになる。
なお、秀丸メールにも秀丸エディタ相当のエディタが組み込まれており、秀丸エディタのマクロも使用することができる。
秀丸エディタおよびサイトー企画が頒布する「秀シリーズ」ソフトウェアの使用サポートはサイトー企画の運営するメーリングリストで行われており、作者や開発者によるサポートを直接受けることができる。
1996年に窓の杜大賞の「エディタ・ファイル操作部門賞」に選ばれている。

## 特徴
後述するように、秀丸エディタは多くの機能を搭載するが軽快に動作し、常駐モードなどでさらなる動作速度のアップを図っている。
また、C言語に似た文法を持つ独自のマクロ機能を搭載しており、これにより、定型作業の効率化、複雑な作業の一本化を図ることができる。単なる動作記録としてでなく、分岐条件やDLLへのアクセス、各種プログラムの実行などが可能となっており、単なるエディタに留まらない作業が可能。サイトー企画では、これらのライブラリを用意しユーザーからのマクロを一括して紹介しており、多数のマクロが公開されている。
その他
- 各種言語の色分け
- 大きなサイズのファイルに対応
- 多くのカスタマイズ機能
- タブ式による複数ファイルの管理
- 縦書き・段組み編集に対応
- プラグイン（変換モジュール）による拡張
- アウトライン機能
- 部分編集機能
- コードの折りたたみ機能

などの特徴がある。
Ver.6.50からは単語補完・grep置換をサポートしている。

## フリー制度
秀丸エディタはシェアウェアだが、以下の条件に当てはまるユーザーは無料で利用できる「秀丸エディタ フリー制度」という制度がある。
学生
* 個人 - 金銭的に難儀していることが条件。ただし卒業後は有料となる。
* 団体 - 学生が学校内のPCで使用する場合。卒業後は有料。なお、授業で使う場合も含めて教職員は対象外。
フリーウェア作者
* シェアウェア作者は対象外。
Windows関係の書籍・雑誌の著者